# Cantenay-Épinard
Cantenay-Épinard is een gemeente in het Franse departement Maine-et-Loire (regio Pays de la Loire). De plaats maakt deel uit van het arrondissement Angers. Cantenay-Épinard telde op 1 januari 2022 2.397 inwoners.

## Geografie
De oppervlakte van Cantenay-Épinard bedroeg op 1 januari 2022 16,1 vierkante kilometer; de bevolkingsdichtheid was toen 148,9 inwoners per km².

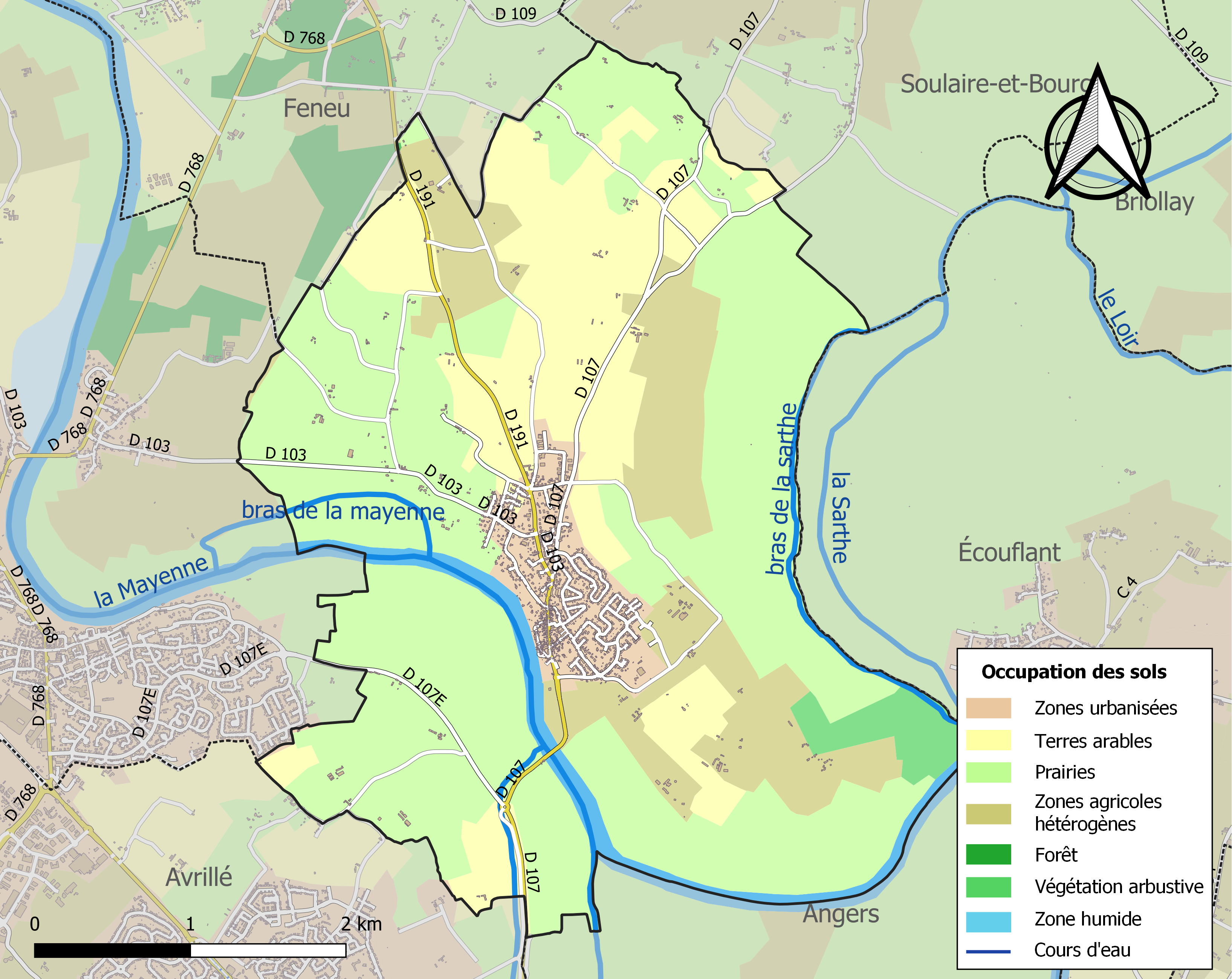
Kaart van de gemeente met de belangrijkste infrastructuur, bodemgebruik en omliggende gemeenten

## Demografie
Nevenstaande figuur toont het verloop van het inwonertal (bron: INSEE-tellingen).